# Abel Iturralde
Abel Iturralde is een provincie in het noorden van het departement La Paz in Bolivia. Het is een bosrijk gebied met een grote houtindustrie. De provincie heeft een oppervlakte van 42.815 km² en heeft 18.073 inwoners (2012). De hoofdstad is Ixiamas.
Abel Iturralde is verdeeld in twee gemeenten:
- Ixiamas
- San Buenaventura

Abel Iturralde · 
Aroma · 
Bautista Saavedra · 
Caranavi · 
Eliodoro Camacho · 
Franz Tamayo · 
Gualberto Villarroel · 
Ingavi · 
Inquisivi · 
José Manuel Pando · 
Larecaja · 
Loayza · 
Los Andes · 
Manco Kapac · 
Muñecas · 
Nor Yungas · 
Omasuyos · 
Pacajes · 
Pedro Domingo Murillo · 
Sud Yungas